# ウーユリーフの処方箋
『ウーユリーフの処方箋』（ウーユリーフのしょほうせん、繁体字: 物語葉的處方藥）は、SEECが開発・運営を行うスマートフォン向けゲームアプリ。2020年3月23日サービス開始。基本プレイ無料（アイテム課金制）。
『四ツ目神』『誰ソ彼ホテル』『紡ロジック』などに続く、SEECが展開する脱出アドベンチャーノベルシリーズの一作となる。

## 概要
2019年9月3日に正式発表され、2020年3月23日よりAndroid・iOS向けにサービスを開始した。同作は、企画とシナリオをベノマ玲が務めているほか、サウンドクリエイターとしてwhooとTSANが参加している。メインストーリーは順次公開されていくシステムを採用している。ゲームシステムとしては「ノベルパート」と「探索パート」に分けられている。2021年8月20日より中国語繁体字版のサービスが開始された。

## ストーリー
大学生のマツリは、イケメンを襲うとされている呪いの乙女ゲーム『ウーユリーフの処方箋』の世界に引きずり込まれる。しかし、ゲーム『ウーユリーフの処方箋』の世界は、「乙女ゲーム」の世界からは程遠い虚構の世界であった。キリオなどの同士の力を借りて、マツリはゲーム『ウーユリーフの処方箋』の世界からの脱出に尽力する。

## 登場キャラクター
マツリ
声 - 逢坂良太
同作の主人公。ナルシストで、女性のことを攻略対象としてしか認識していない。ゲーム『ウーユリーフの処方箋』の世界に引きずり込まれた。
キリオ
声 - 羽多野渉
かつてはゲーム『ウーユリーフの処方箋』内の攻略対象であった少年。
ノゾミ
声 - 阿部敦
ゲーム『ウーユリーフの処方箋』の世界に迷い込んだゲーマーの少年。
カナタ
声 - 小笠原仁
ゲーム『ウーユリーフの処方箋』の世界に迷い込んだ少年。強がりな一面がある。
ミト
声 - 寺島惇太
ゲーム『ウーユリーフの処方箋』の世界に迷い込んだ少年。口数が少ない。
ンアウフ
声 - 桜木アミサ
ゲーム『ウーユリーフの処方箋』の世界に暮らすロボット。オーディション番組『ラスト・レジェンド』が好き。
ウーユリーフ
声 - 佐々健太
ゲーム『ウーユリーフの処方箋』の世界にある大木。
ヒロイン
乙女ゲーム『ウーユリーフの処方箋』内のヒロイン。

## 音楽
主題歌は、作詞・作曲・歌を島爺が、編曲を鈴木Daichi秀行が務め、島爺自身としては初めてのタイアップ曲となった楽曲『箱庭の理』が起用されている。
同楽曲は島爺のアルバム『挙句ノ果』に収録されているほか、2020年2月28日にリリースされている。
2020年5月16日には同ゲームの挿入歌『鏡奏曲』と「オリジナルサウンドトラック」がリリースされている。
|    | 曲名                                  |
| -- | ------------------------------------- |
| 1  | Live and let live                     |
| 2  | CLOCK WORK GIRL                       |
| 3  | C10CK W0RK G1R1 -error                |
| 4  | Home is where you make it             |
| 5  | So many men, so many minds            |
| 6  | Robotic Days                          |
| 7  | What you see is what you get          |
| 8  | 雨夜の月へ                            |
| 9  | 慄                                    |
| 10 | Love is blind                         |
| 11 | The die is cast                       |
| 12 | Nothing seek, nothing find            |
| 13 | Tomorrow is another day               |
| 14 | He laughs best who laughs last        |
| 15 | ウーユリーフのテーマ                  |
| 16 | Practice makes perfect                |
| 17 | 昼下がりは微睡み                      |
| 18 | 鉄屑の国のアリス （Acoustic Version） |
| 19 | All is well that ends well            |
| 20 | 雲の向こうは、いつも青空              |
| 21 | 鉄屑の国のアリス                      |
| 22 | 鉄屑の国のアリス（Instrumental）      |

## イベント・コラボレーション
2019年11月開催の乙女向けイベント『アニメイトガールズフェスティバル2019』（通称: AGF2019）では、専用ブースが設けられた。
2019年10月16日より開催された「SEECカフェ by Graph Cafe」では、カフェでのコラボメニューやSEEC作品の購入者に対して『ウーユリーフの処方箋』の暗号付きカードを配布する催しが行われた。
2020年10月26日から2020年11月9日までグラフアートカフェとのコラボを行なった。
2021年3月18日にオープンした「SEEC公式オンラインストア」では、同作を元としたグッズも作成された。